# Bogusław Konstanty Zubczewski
Bogusław Konstanty (Konstanty Bogusław) Zubczewski herbu Prawdzic – podczaszy nowogrodzkosiewierski w latach 1677–1683, stolnik nowogrodzkosiewierski w 1666 roku, pisarz grodzki łucki w 1677 roku, pułkownik kozacki.
Poseł sejmiku wołyńskiego na sejm 1677 roku, sejm 1678/1679 roku, sejm 1681 roku.